# Кабахчольский муниципалитет
Кабахчо́ль (азерб. Qabaqçöl) — муниципалитет в Балакенском районе Азербайджана.
В муниципалитет входит одноимённый посёлок городского типа Кабахчоль — селение основаное аварцами, которые и составляют большую часть населения.
Численость населения: 3000 чел. (оценка).